# جایزه بزرگ آلمان ۱۹۶۹
جایزه بزرگ آلمان ۱۹۶۹ (انگلیسی: ‎1969 German Grand Prix‎) یک مسابقهٔ موتوری در رشتهٔ اتومبیل‌رانی فرمول یک بود که در تاریخ ۳ اوت ۱۹۶۹ در نوربورگ‌رینگ واقع در نوربورگ، آلمان غربی برگزار شد. این گراند پری در میان ۱۱ گراند پری در فصل ۱۹۶۹، مسابقهٔ شمارهٔ ۷ بود.
در این مسابقه که در ۱۴ دور و به مسافت ۳۱۹٫۶۹۰ کیلومتر (۱۹۸٫۶۴۶ مایل) برگزار شد، پول پوزیشن توسط ژاکی ایکس کسب شد و سریع‌ترین زمان برای طی یک دور پیست که برابر با ۷:۴۳٫۸ بود نیز توسط ژاکی ایکس به ثبت رسید.
ژاکی ایکس از تیم برابام-فورد، جکی استوارت از تیم ماترا-فورد و بروس مک‌لارن از تیم مک‌لارن-فورد به‌ترتیب مقام‌های اول تا سوم مسابقه را کسب کردند.

## رده‌بندی قهرمانی پس از مسابقه
|       | جایگاه | راننده      | امتیاز |
| ----- | ------ | ----------- | ------ |
|       | ۱      | جکی استوارت | ۵۱     |
| ۳     | ۲      | ژاکی ایکس   | ۲۲     |
| ۱     | ۳      | بروس مک‌لارن | ۲۱     |
| ۱     | ۴      | گراهام هیل  | ۱۹     |
| ۱     | ۵      | جو سیفرت    | ۱۵     |
| منبع: |        |             |        |

|       | جایگاه | سازنده      | امتیاز  |
| ----- | ------ | ----------- | ------- |
|       | ۱      | ماترا-فورد  | ۵۱      |
| ۲     | ۲      | برابام-فورد | ۲۸      |
| ۱     | ۳      | لوتوس-فورد  | ۲۸      |
| ۱     | ۴      | مک‌لارن-فورد | ۲۴ (۲۶) |
|       | ۵      | فراری       | ۴       |
| منبع: |        |             |         |

یادداشت
- تنها پنج جایگاه نخست از هر رده‌بندی نمایش داده شده‌است.